# 川崎仁久
川崎 仁久（かわさき よしひさ、1987年12月7日 - ）は、日本のラグビー選手。

## プロフィール
- 群馬県出身[1]。
- ポジションはプロップ(PR)。
- 身長 186cm、体重 118kg
- ニックネームはマヨ、ビギー。
- 関西代表に選ばれたことがある。

## 略歴
東農大二高校、流通経済大学を経て、2011年、豊田自動織機シャトルズに加入。
2018年、豊田自動織機シャトルズを退団した。